# Bitam
Bitam är en ort i Gabon. Den ligger i provinsen Woleu-Ntem, i den norra delen av landet, 290 km nordost om huvudstaden Libreville. Antalet invånare är 27 923.